# گردوی کالیفرنیا
گردوی کالیفرنیا (نام علمی: Juglans californica) نام یک گونه از سرده درخت گردو است.